# Чепыжников, Павел Андреевич
Павел Андреевич Чепыжников (1820 — 25 января [6 февраля] 1876) — российский архитектор. Автор ряда зданий в Санкт-Петербурге.

## Биография
В 1838 году окончил курс Технологического института. В 1846 году в Академии Художеств получил звание неклассного художника-архитектора. 
В апреле 1876 года назначен архитектором больница Всех Скорбящих, в августе того же года — архитектором при окружном инженерном управлении Санкт-Петербургского военного округа. Надворный советник. 
Скончался 25 [6] февраля 1876 года. 

## Проекты и постройки

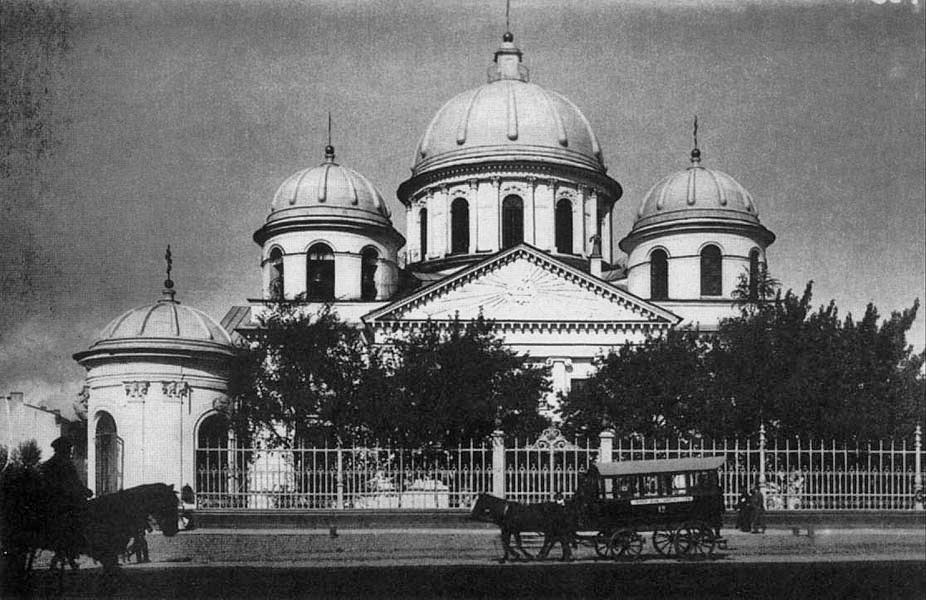
Часовня и ограда Знаменской церкви

- Доходный дом П. И. Зайцева. Невский проспект, 71 / улица Марата, 1 (1848, частично перестроен)[5]. 3 ноября 1967 года была открыта Станция метро «Маяковская», наземный вестибюль которой встроен в этот дом[6].
- Доходный дом (средняя часть). Стремянная улица, 22 (1852)[7].
- Особняк Лукашевой (правый корпус). Климов переулок, 2 (1857)[8].
- Доходный дом и бани Старчикова. Суворовский проспект, 60 / Одесская улица, 1 (1858—1859)[9][10].
- Доходный дом Синебрюхова (перестройка). Набережная Кутузова, 16 — Шпалерная улица, 6 (1859)[11][12].
- Доходный дом. Лиговский проспект, 99 (1860)[13].
- Перестройка ограды и часовни Знаменской церкви. Площадь Восстания (1863—1865, не сохранились).

## Семья
- Жена: Александра Николаевна Чепыжникова (1822—16.08.1917[14])